# Barbara Parkins
Barbara Parkins (Vancouver, 22 maggio 1942) è un'attrice canadese.

## Biografia
Trasferitasi a Los Angeles all'età di 16 anni, Barbara Parkins si iscrisse alla Hollywood High School e studiò recitazione e danza alla Falcon School, lavorando come maschera in un cinema per pagarsi le lezioni di recitazione. Iniziò la sua carriera come cantante e ballerina di night club e fece il suo debutto cinematografico nel 1961 nel film 20.000 Eyes, un horror a basso budget. Nella prima metà degli anni sessanta recitò in diverse serie televisive come Carovane verso il West (1961), Io e i miei tre figli (1962), Perry Mason (1962), Dottor Kildare (1962) e Laramie (1963).
La Parkins giunse alla definitiva affermazione grazie al ruolo di Betty Anderson, la ragazza innamorata di Rodney Harrington (Ryan O'Neal) nella soap opera Peyton Place, un serial trasmesso in prima serata dalla rete ABC, che ebbe un enorme successo presso il pubblico televisivo. Il personaggio di Betty Anderson era destinato a una prematura morte in un incidente automobilistico a sei settimane dall'inizio della stagione, ma il gradimento da parte degli spettatori convinse la produzione a mantenere il ruolo della Parkins nella trama. L'attrice fu l'unica star femminile ad apparire nella serie per tutta la sua durata (dal 1964 al 1969) e per la sua interpretazione ottenne nel 1966 una candidatura all'Emmy Award come migliore attrice in un ruolo principale in una serie drammatica, premio che però andò a Barbara Stanwyck per La grande vallata. Dopo la chiusura della serie, la produzione progettò uno spin off, The Girl di Peyton Place, che venne però accantonato.
Nel frattempo la Parkins tornò al cinema e ottenne il ruolo di Anne Welles nel film La valle delle bambole (1967), adattamento cinematografico dell'omonimo romanzo di Jacqueline Susann, in cui recitò accanto a Sharon Tate e Patty Duke. La pellicola non incontrò il favore della critica, ma fu un enorme un successo commerciale, diventando nel tempo un classico di culto. Dopo aver soggiornato a Londra nel 1968 per fare da damigella d'onore al matrimonio di Sharon Tate con il regista Roman Polański, la Parkins si trasferì in Inghilterra e recitò in alcune produzioni horror, come La macchia della morte (1971) e La morte dietro il cancello (1972), e nel film d'avventura Ci rivedremo all'inferno (1976).
Dagli anni ottanta la Parkins tornò a lavorare con una certa regolarità per la televisione americana, comparendo in serie come Vega$ (1980), Fantasilandia (1980), Hotel (1983), Love Boat (1984), La signora in giallo (1989). Nel 1985 riprese il ruolo di Betty Anderson nel film televisivo Peyton Place: The Next Generation, mentre nel 1991 apparve nella serie di produzione canadese Scene of the Crime. La sua ultima apparizione sulle scene risale al 1998 in Scandalous Me: The Jacqueline Susann Story, film per la TV ispirato all'autrice del romanzo La valle delle bambole.

## Filmografia parziale

### Cinema
- La valle delle bambole (Valley of the Dolls), regia di Mark Robson (1967)
- Lettera al Kremlino (The Kremlin Letter), regia di John Huston (1970)
- La macchia della morte (The Mephisto Waltz), regia di Paul Wendkos (1971)
- Unico indizio: una sciarpa gialla (La Maison sous les arbres), regia di René Clément (1971)
- Sezione narcotici (Puppet on a Chain), regia di Geoffrey Reeve (1971)
- La morte dietro il cancello (Asylum), regia di Roy Ward Baker (1972)
- Ci rivedremo all'inferno (Shout at the Devil), regia di Peter Hunt (1976)
- L'isola della paura (Bear Island), regia di Don Sharp (1979)

### Televisione
- General Electric Theater – serie TV, episodi 10x11-10x14 (1961)
- Carovane verso il West (Wagon Train) – serie TV, 1 episodio (1961)
- Io e i miei tre figli (My Three Sons) – serie TV, episodio 2x30 (1962)
- Perry Mason – serie TV, 1 episodio (1962)
- Il dottor Kildare (Dr. Kildare) – serie TV, 1 episodio (1962)
- The Wide Country – serie TV, episodi 1x07-1x27 (1962-1963)
- Laramie – serie TV, 1 episodio (1963)
- Peyton Place – serie TV, 514 episodi (1964-1969)
- Nata libera (Born Free) – serie TV, 1 episodio (1974)
- Ragazzo di provincia (Gibbsville) – serie TV, 1 episodio (1976)
- Ziegfeld e le sue follie (Ziegfeld: The Man and His Women), regia di Buzz Kulik - film TV (1978)
- Vega$ – serie TV, 2 episodi (1980)
- Fantasilandia (Fantasy Island) – serie TV, 1 episodio (1980)
- Hotel – serie TV, 1 episodio (1983)
- Love Boat (The Love Boat) – serie TV, 1 episodio (1984)
- La signora in giallo (Murder, She Wrote) – serie TV, episodio 6x04 (1989)
- La famiglia Brock (Picket Fences) – serie TV, 1 episodio (1996)
- Perry Mason e la novizia (Perry Mason: The Case of the Notorious Nun), regia di Ron Satlof – film TV (1986)